# Бейтаун (тауншип, Миннесота)
Бейтаун (англ. Baytown) — тауншип в округе Вашингтон, Миннесота, США. На 2000 год его население составило 1533 человека.

## География
По данным Бюро переписи населения США площадь тауншипа составляет 24,8 км², из которых 21,2 км² занимает суша, а 3,6 км² — вода (14,42 %).

## Демография
По данным переписи населения 2000 года здесь находились 1533 человека, 492 домохозяйства и 435 семей.  Плотность населения —  72,3 чел./км².  На территории тауншипа расположено 499 построек со средней плотностью 23,5 построек на один квадратный километр. Расовый состав населения: 95,56 % белых, 0,46 % афроамериканцев, 0,39 % коренных американцев, 1,96 % азиатов, 0,13 % — других рас США и 1,50 % приходится на две или более других рас. Испанцы или латиноамериканцы любой расы составляли 1,11 % от популяции тауншипа.
Из 492 домохозяйств в 47,0 % воспитывались дети до 18 лет, в 81,9 % проживали супружеские пары, в 4,1 % проживали незамужние женщины и в 11,4 % домохозяйств проживали несемейные люди. 8,9 % домохозяйств состояли из одного человека, при том 2,4 % из — одиноких пожилых людей старше 65 лет. Средний размер домохозяйства — 3,12, а семьи — 3,34 человека.
31,4 % населения — младше 18 лет, 5,9 % — в возрасте от 18 до 24 лет, 26,9 % — от 25 до 44, 29,9 % — от 45 до 64, и 5,9 % — старше 65 лет. Средний возраст — 39 лет. На каждые 100 женщин приходилось 107,2 мужчин.  На каждые 100 женщин старше 18 приходилось 102,1 мужчин.
Средний годовой доход домохозяйства составлял 99 362 доллара, а средний годовой доход семьи —  102 231 доллар. Средний доход мужчин —  69 375  долларов, в то время как у женщин — 38 750. Доход на душу населения составил 38 260 долларов. За чертой бедности находились 1,7 % семей и 1,3 % всего населения тауншипа, из которых 14,6 % старше 65 лет.